# 小林修一 (社会学者)
小林 修一（こばやし しゅういち、1951年-）は、日本の社会学者、東洋大学教授。専攻は社会学理論、文化社会学、社会学思想。
東京都生まれ。1982年法政大学大学院社会科学研究科社会学専攻博士課程満期退学。青森大学助教授、群馬大学社会情報学部助教授、教授、東洋大学社会学部教授。2003年「人間学からの社会学 社会学的パラダイムの新たな展開」で東洋大学社会学博士。

## 著書
- 『現代社会像の転生 マンハイムと中心性の解体』法政大学出版局 叢書・現代の社会科学 1988
- 『メディア人間のトポロジー 身体・メディア・空間の社会史』北樹出版 1997
- 『ヒト・社会のインターフェース 身体から社会を読む』法政大学出版局 2005
- 『日本のコード 〈日本的〉なるものとは何か』みすず書房 2009

### 共編著
- 『社会のイメージ 社会学的メタファーの諸相』福山隆夫共編 梓出版社 1991
- 『<情報>の社会学』加藤晴明共著 福村出版 社会と情報ライブラリ 1994
- 『社会学』編著 建帛社 社会福祉選書 2003
- 『テキスト社会調査』久保田滋,西野理子,西澤晃彦共編著 梓出版社 2005

### 翻訳
- T.W.アドルノ『権威主義的パーソナリティ』田中義久，矢沢修次郎共訳 青木書店 1980
- ロバート・A.ニスベット『人間論の社会学的視圏 「命題」小辞典』安江孝司共訳 文化書房博文社 1988
- リチャード・H.ブラウン『テクストとしての社会 ポストモダンの社会像』安江孝司共訳 紀伊国屋書店 1989